# Просто изречение
Просто изречение се нарича изречение, изразяващо само една мисъл (съждение, въпрос или подбуда).
Според броя на главните части (подлог и сказуемо) простите изречения са два вида:
- Едносъставни прости изречения – липсва групата на подлога или групата на сказуемото, или и двете.

Примери: Съмна се. Тих вятър. Да. Е? Джаста-праста!
- Двусъставни прости изречения – съдържат както група на подлога, така и група на сказуемото.

Примери: Котката се протегна. Петър се върна весел.
Според наличието или отсъствието на второстепенни части има също два вида прости изречения:
- Кратки прости изречения – изградени са само от главни части.

Примери: Есен. Слънцето грее. Тихо е.
- Разширени прости изречения – съдържат и второстепенни части.

Примери: Ранна есен. Слънцето грее ярко. Тихо е навсякъде.